# Międzynarodowy Festiwal Filmów Dokumentalnych i Krótkometrażowych w Bilbao
Międzynarodowy Festiwal Filmów Dokumentalnych i Krótkometrażowych w Bilbao (bask.: Bilboko Zine Dokumental eta Laburmetraia Nazioarteko Zinemaldia, hiszp.: Festival Internacional de Cine Documental y Cortometraje de Bilbao, w skrócie ZINEBI) - festiwal filmów dokumentalnych i krótkometrażowych odbywający się w Bilbao w Hiszpanii od 1959 roku.
Festiwal specjalizuje się w filmach dokumentalnych i krótkometrażowych.